# Pantopoda
Ordre
L'ordre des Pantopoda contient tous les pycnogonides actuels soit 1 300 espèces.

## Classification
Selon PycnoBase :
- sous-ordre Eupantopodida Fry, 1978
  - super-famille Ascorhynchoidea Pocock, 1904
    - famille Ammotheidae Dohrn, 1881
    - famille Ascorhynchidae Hoek, 1881

  - super-famille Colossendeidoidea Hoek, 1881
    - famille Colossendeidae Jarzynsky, 1870

  - super-famille Nymphonoidea Pocock, 1904
    - famille Callipallenidae Hilton, 1942
    - famille Nymphonidae Wilson, 1878
    - famille Pallenopsidae Fry, 1978

  - super-famille Phoxichilidoidea Sars, 1891
    - famille Endeidae Norman, 1908
    - famille Phoxichilidiidae Sars, 1891

  - super-famille Pycnogonoidea Pocock, 1904
    - famille Pycnogonidae Wilson, 1878

  - super-famille Rhynchothoracoidea Fry, 1978
    - famille Rhynchothoracidae Thompson, 1909
- sous-ordre Stiripasterida Fry, 1978
  - famille Austrodecidae Stock, 1954

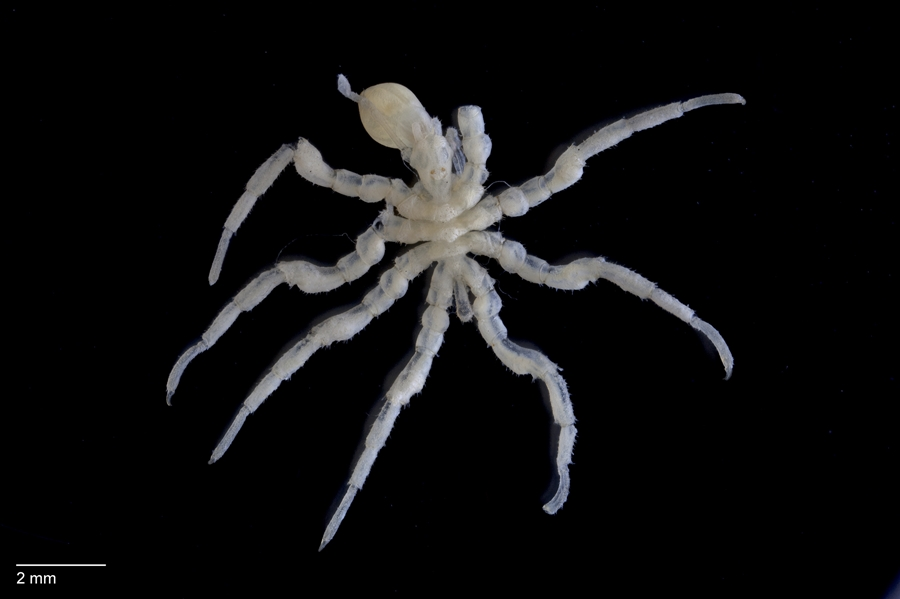
Ascorhynchus compactus (Ascorhynchoidea)
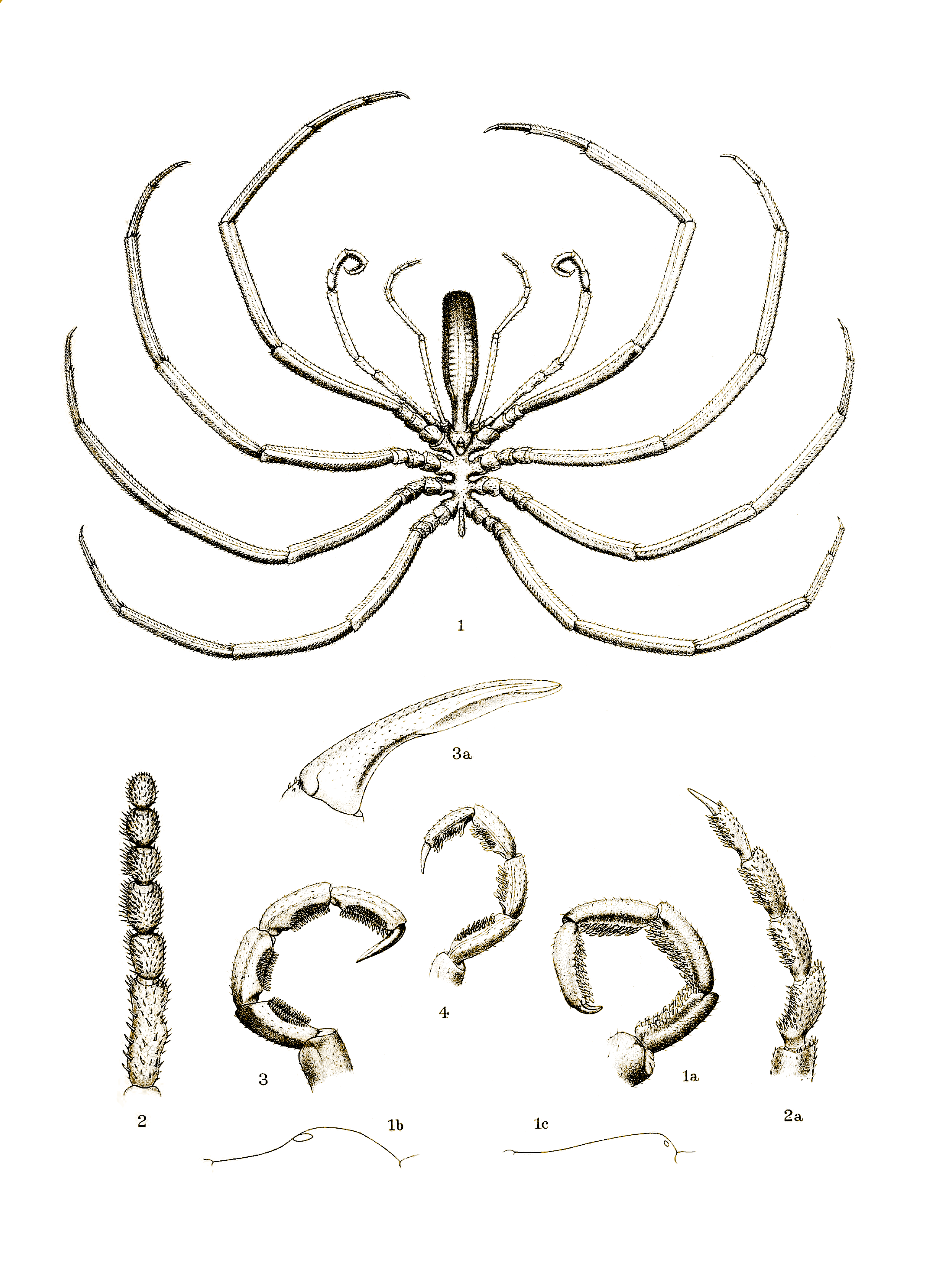
Colossendeis australis (Colossendeidae)
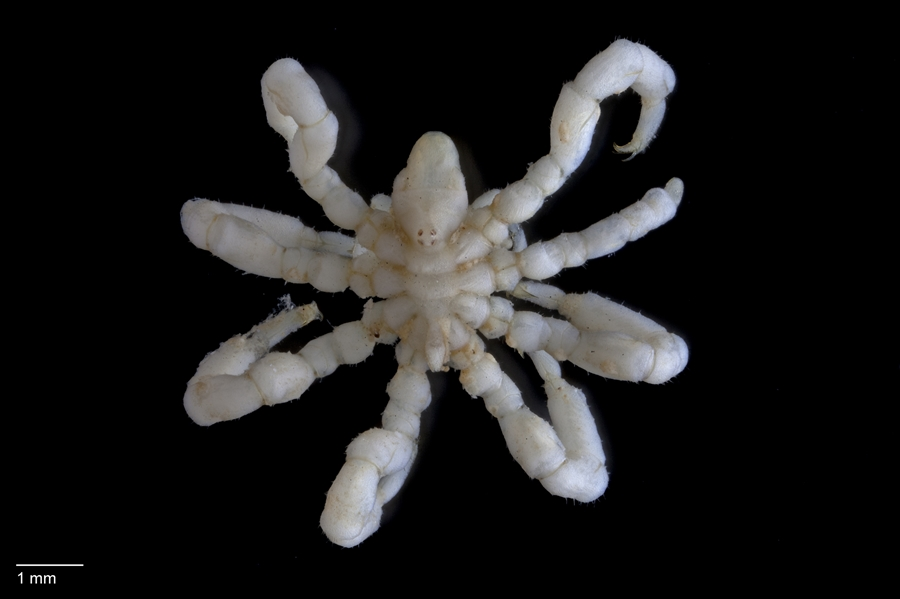
Pycnothea flynni (Callipallenidae)
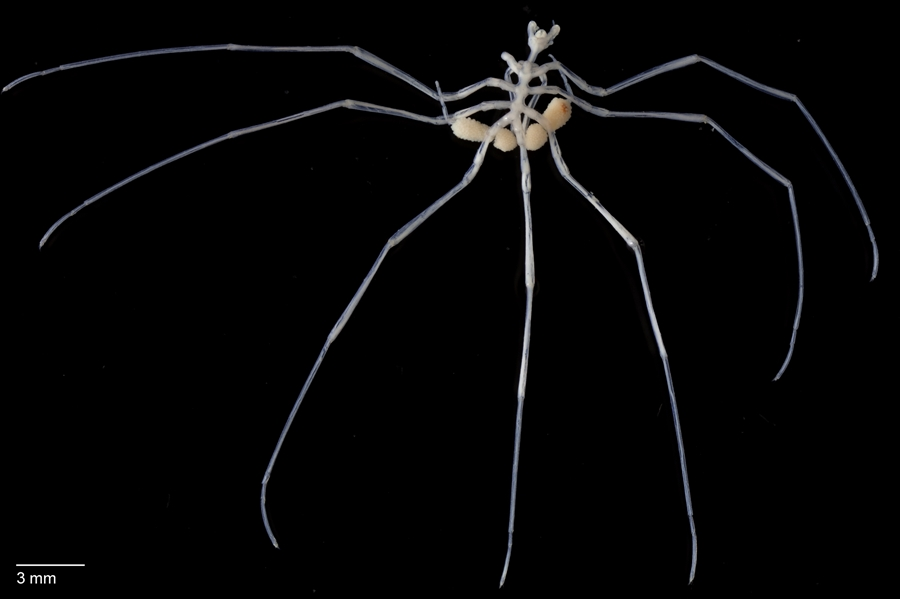
Nymphon molleri (Nymphonidae)
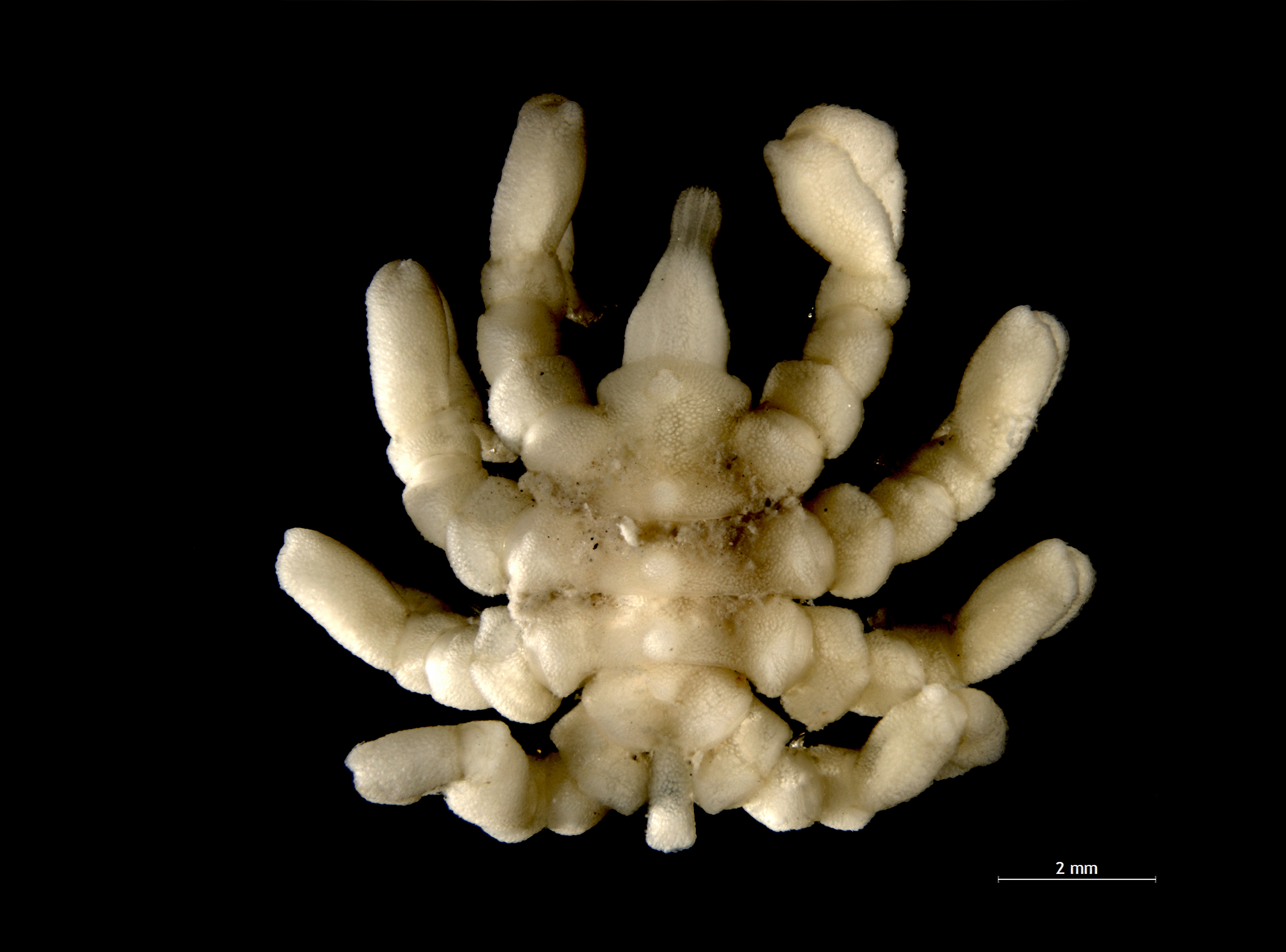
Pycnogonum litorale (Pycnogonidae)
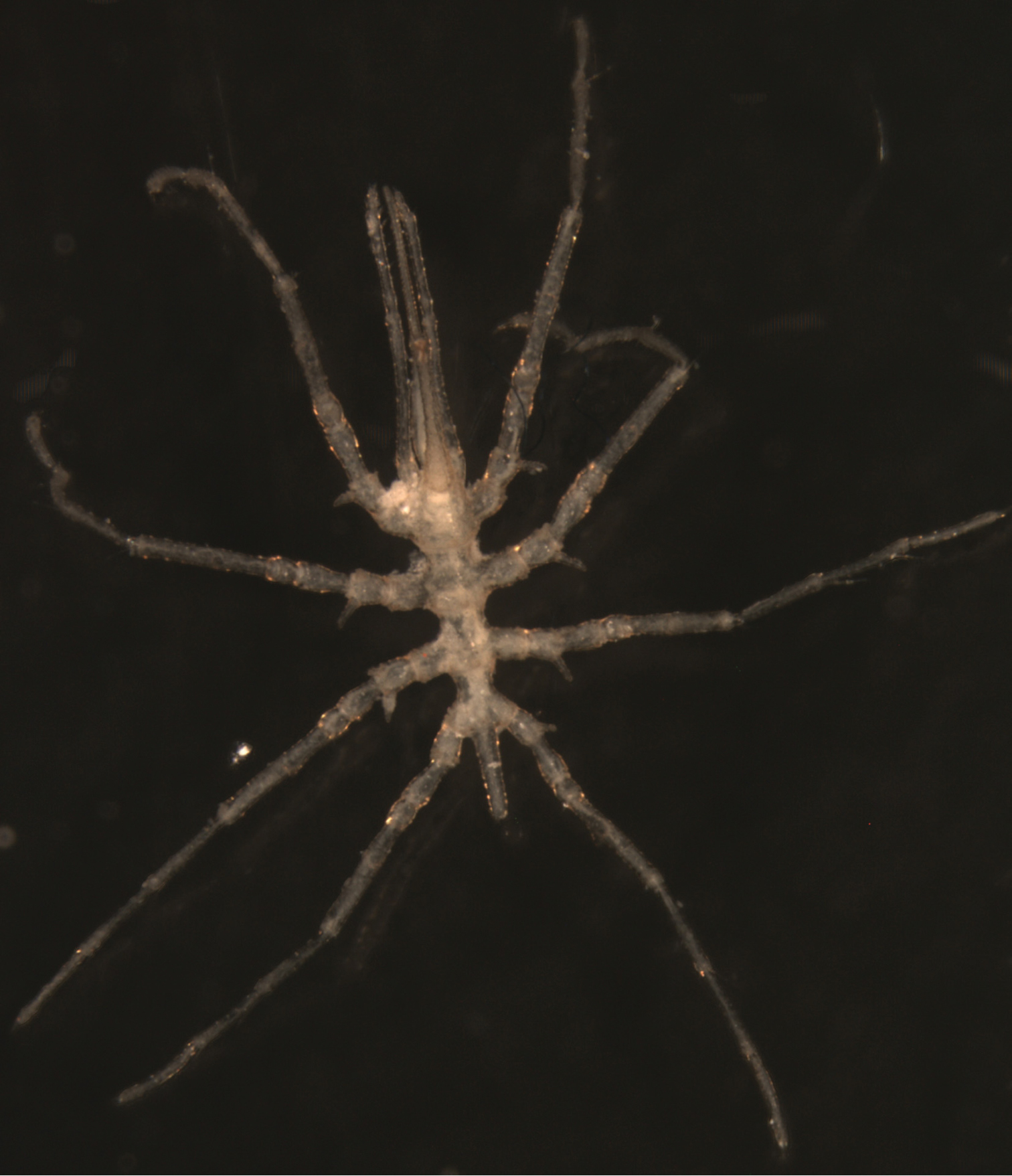
Austrodecus bamberi (Austrodecidae)